# Halowe Mistrzostwa Europy w Lekkoatletyce 1977 – bieg na 400 m mężczyzn
Bieg na 400 metrów mężczyzn – jedna z konkurencji biegowych rozgrywanych podczas halowych lekkoatletycznych mistrzostw Europy w hali Velódromo de Anoeta w San Sebastián. Eliminacje i półfinały zostały rozegrane 12 marca, a bieg finałowy 13 marca 1977. Zwyciężył reprezentant Belgii Fons Brydenbach, który był już halowym mistrzem Europy w 1974. Tytułu zdobytego na poprzednich mistrzostwach nie bronił Janko Bratanow z Bułgarii.

## Rezultaty

### Eliminacje
Rozegrano 3 biegi eliminacyjne, do których przystąpiło 16 biegaczy. Awans do półfinału dawało zajęcie jednego z pierwszych dwóch miejsc w swoim biegu (Q). Skład półfinałów uzupełniło sześciu zawodników z najlepszym czasem wśród przegranych (q).
Opracowano na podstawie materiału źródłowego.
Bieg 1
| Miejsce | Zawodnik        | Czas  | Uwagi |
| ------- | --------------- | ----- | ----- |
| 1       | Fons Brydenbach | 48,18 | Q     |
| 2       | Glen Cohen      | 48,34 | Q     |
| 3       | Edward Antczak  | 48,41 | q     |
| 4       | Luis Sarría     | 48,61 | q     |
| 5       | Flavio Borghi   | 48,63 | q     |

Bieg 2
| Miejsce | Zawodnik               | Czas  | Uwagi |
| ------- | ---------------------- | ----- | ----- |
| 1       | Hector Llatser         | 48,30 | Q     |
| 2       | Franz-Peter Hofmeister | 48,41 | Q     |
| 3       | Marian Gęsicki         | 48,48 | q     |
| 4       | Jenaro Iritia          | 49,20 |       |
| 5       | Roberto Tozzi          | 49,38 |       |

Bieg 3
| Miejsce | Zawodnik            | Czas  | Uwagi |
| ------- | ------------------- | ----- | ----- |
| 1       | Francis Demarthon   | 48,24 | Q     |
| 2       | Eddy De Leeuw       | 48,29 | Q     |
| 3       | Ludger Zander       | 48,35 | q     |
| 4       | Sławczo Kostow      | 48,45 | q     |
| 5       | Michael Fredriksson | 48,86 |       |
| 6       | Cezary Łapiński     | 49,02 |       |

### Półfinały
Rozegrano 2 biegi półfinałowe, w których wystartowało 12 biegaczy. Awans do finału dawało zajęcie jednego z dwóch pierwszych miejsc w swoim biegu (Q). Skład finału uzupełniło dwóch zawodników z najlepszym czasem wśród przegranych (q). Zwycięzca pierwszego biegu półfinałowego Marian Gęsicki został początkowo zdyskwalifikowany, ale później decyzja ta została anulowana i Gęsicki został dopuszczony do biegu finałowego.
Opracowano na podstawie materiału źródłowego.
Bieg 1
| Miejsce | Zawodnik               | Czas  | Uwagi |
| ------- | ---------------------- | ----- | ----- |
| 1       | Marian Gęsicki         | 46,97 | Q     |
| 2       | Glen Cohen             | 47,07 | Q     |
| 3       | Fons Brydenbach        | 47,64 | q     |
| 4       | Hector Llatser         | 48,00 | q     |
| 5       | Franz-Peter Hofmeister | 48,68 |       |
| 6       | Luis Sarría            | 49,30 |       |

Bieg 2
| Miejsce | Zawodnik          | Czas  | Uwagi |
| ------- | ----------------- | ----- | ----- |
| 1       | Edward Antczak    | 47,67 | Q     |
| 2       | Francis Demarthon | 47,76 | Q     |
| 3       | Ludger Zander     | 48,13 |       |
| 4       | Sławczo Kostow    | 48,20 |       |
| 5       | Flavio Borghi     | 48,60 |       |
| –       | Eddy De Leeuw     | DNS   |       |

### Finał
Opracowano na podstawie materiału źródłowego.
| Miejsce | Zawodnik          | Czas  | Uwagi |
| ------- | ----------------- | ----- | ----- |
| 1       | Fons Brydenbach   | 46,53 | NR    |
| 2       | Francis Demarthon | 47,11 |       |
| 3       | Marian Gęsicki    | 47,21 |       |
| 4       | Hector Llatser    | 47,57 |       |
| 5       | Glen Cohen        | 47,57 |       |
| 6       | Edward Antczak    | 47,82 |       |